# Poisson-Fleck

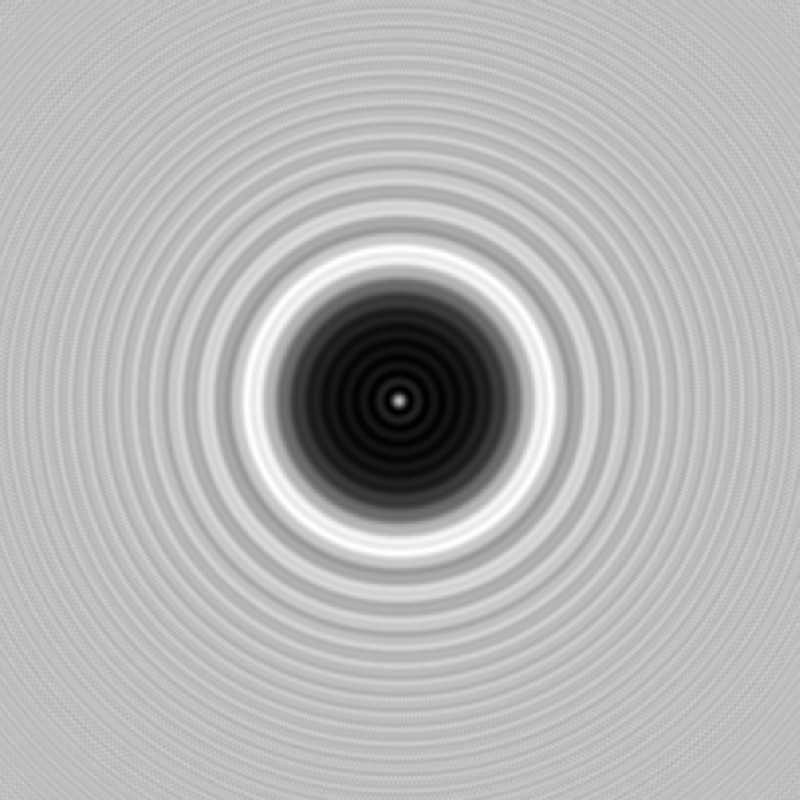
Poisson-Fleck in der Mitte eines Schattens einer 2 Millimeter großen, lichtundurchlässigen Scheibe in einem Meter Abstand und das entsprechende konzentrische Ringmuster, das durch Interferenz entsteht

Der Poisson-Fleck ist ein Beugungsphänomen der Optik und beschreibt den hellen Fleck in der Mitte einer Beugungsfigur bei Beugung von Licht an einem rotationssymmetrischen lichtundurchlässigen Objekt.

## Entstehung
Alle Punkte eines Kreises haben den gleichen Abstand zu jedem Punkt auf der senkrechten Achse durch den Mittelpunkt des Kreises. Bei senkrechter Beleuchtung des Objektes interferieren alle Elementarwellen daher auf der gesamten Achse konstruktiv.
Nach dem Huygensschen Prinzip überlagern sich alle von einer Kante ausgehenden, kugelförmigen Elementarwellen, so dass sich diese auch im geometrischen Schatten hinter lichtundurchlässigen Objekten ausbreiten. Durch diese Beugung von Licht ergeben sich bei der Überlagerung aller zu berücksichtigenden Elementarwellen bestimmte Interferenzmuster, die auf einer geeigneten Projektionsfläche sichtbar gemacht werden können.

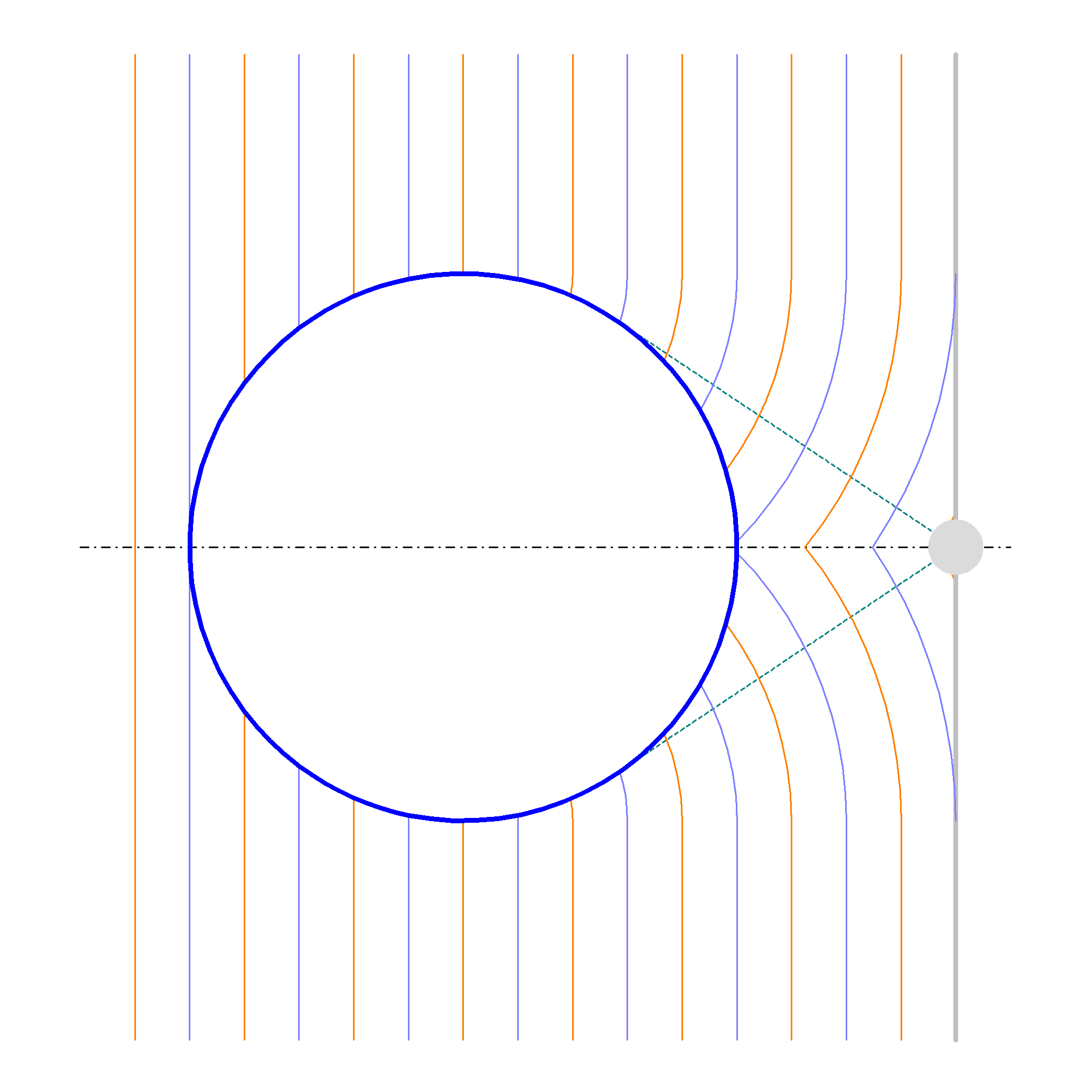
Die Wellenfronten der auf eine Kugel (blau) von links einfallenden ebenen Welle (die Maxima und Minima sind blau beziehungsweise orangefarben dargestellt) sind auf der zentralen Achse rechts hinter der Kugel phasengleich und interferieren daher konstruktiv, so dass an jedem Punkt auf der Achse zum Beispiel auf einer Projektionsfläche ein Lichtfleck nachgewiesen werden kann (hellgrauer Fleck auf dem grauen Schirm rechts).
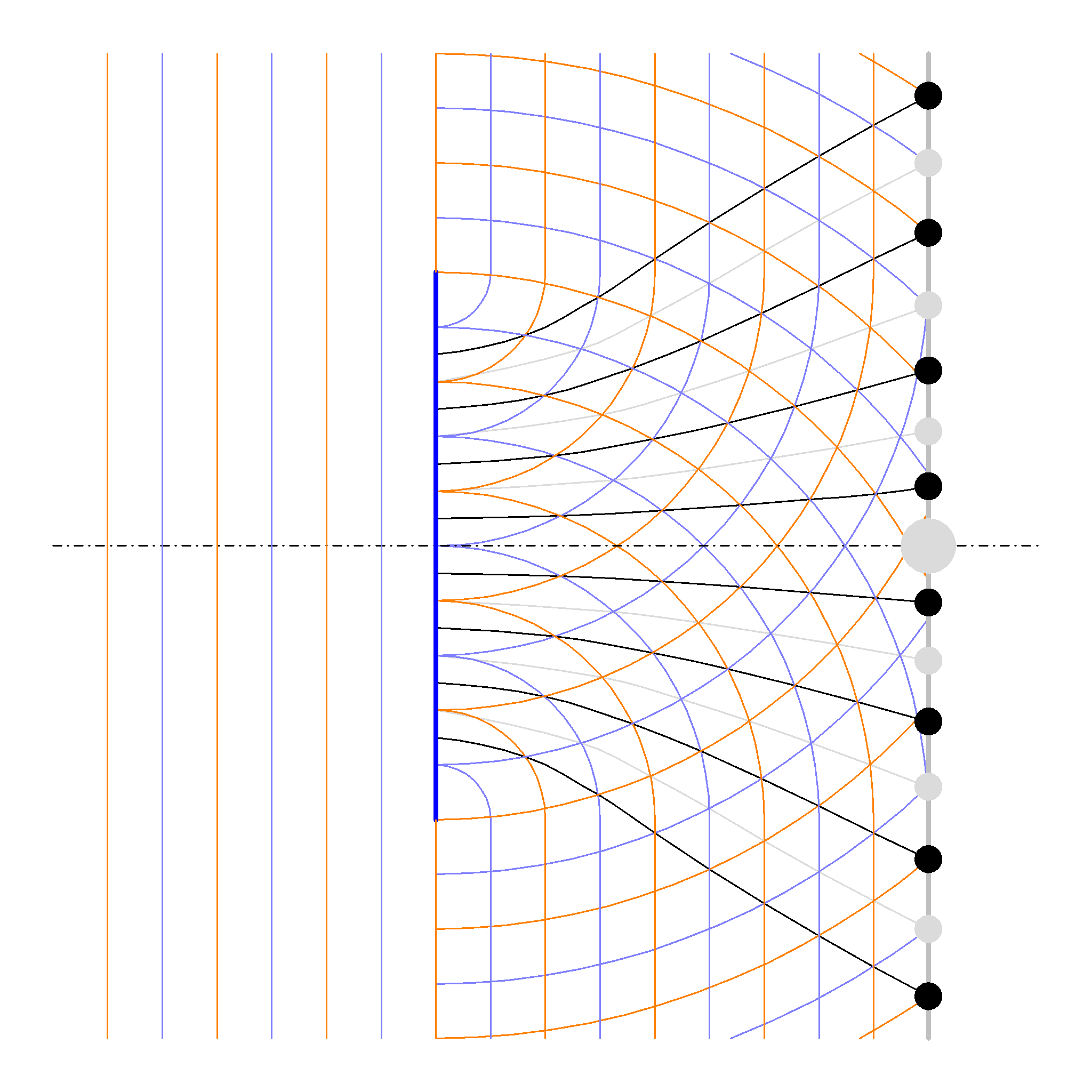
Die Wellenfronten der auf eine lichtundurchlässige Scheibe (blau) von links einfallenden ebenen Welle (Maxima und Minima sind blau beziehungsweise orangefarben dargestellt) verursachen an der Kante der Scheibe kugelförmige Elementarwellen, die sich rechts hinter der Scheibe überlagern. Die hellgrauen Linien und Flecke veranschaulichen die Orte mit konstruktiver Überlagerung (gleiche Phasenlage) und die schwarzen Linien und Flecke die Orte mit destruktiver Überlagerung (gegenphasige Auslöschung).

## Geschichte
Viele Wissenschaftler des 17. und 18. Jahrhunderts, beispielsweise Isaac Newton, lehnten eine wellentheoretische Betrachtung des Lichtes ab, wie sie zum Beispiel von Christiaan Huygens um 1650 beschrieben wurde. Sie gingen unverändert davon aus, dass es sich bei Licht um ein Teilchenphänomen handelt, deren Trajektorien rein mechanisch beschrieben werden könnten. Es war den damaligen Wissenschaftlern noch nicht bekannt, dass Licht nur dann vollständig beschrieben werden kann, wenn der quantenmechanische Welle-Teilchen-Dualismus zu Grunde gelegt wird.
Um sich den theoretischen Ursachen für die vielfältigen unerklärbaren optischen Beobachtungen zu nähern, wurde 1818 von der französischen Académie des sciences ein Wettbewerb ausgeschrieben. Der 30-jährige Ingenieur Augustin-Jean Fresnel beteiligte sich bei diesem Wettbewerb mit einer neuartigen Arbeit über die Wellentheorie des Lichtes. Die Jury, der auch Siméon Denis Poisson angehörte, wurde von François Arago geleitet. Weitere Juroren waren der Mathematiker Pierre Simon de Laplace und die beiden Physiker Jean-Baptiste Biot und Joseph Louis Gay-Lussac.
Poisson studierte die von Fresnel eingereichte Arbeit, war aber auch nach der Lektüre von der Teilchennatur des Lichtes überzeugt. Mit einem einfachen Gedankenexperiment versuchte er die Gültigkeit der fresnelschen Theorie zu widerlegen: Nach seinen auf der Theorie beruhenden Überlegungen müsste im Zentrum des Schattens hinter einem runden, beleuchteten Gegenstand Licht nachzuweisen sein, da das Licht von der gesamten kreisförmigen Kante des Hindernisses nach der Theorie als Welle dort konstruktiv interferieren würde. Da dies erfahrungsgemäß und ganz offensichtlich jedoch nicht der Fall sei, wären auch die Ideen von Fresnel abwegig. Damit stellte sich Poisson bewusst auch gegen die bereits von Christiaan Huygens beschriebene Wellennatur des Lichtes.
Arago beschloss jedoch, dieses Experiment unter sehr exakten Bedingungen durchzuführen und konnte die Existenz eines solchen Lichtflecks tatsächlich nachweisen, indem er eine Metallscheibe mit einem Durchmesser von zwei Millimetern mit Wachs auf einer Glasplatte befestigte und beleuchtete. Damit war ein starkes und überzeugendes Argument für die vorhergesagte Wellennatur des Lichtes gegeben, und zum Leidwesen Poissons gewann Fresnel schließlich den Wettbewerb.
Das Phänomen wurde zwar auch schon 1715 von Joseph-Nicolas Delisle und 1723 von Giacomo Filippo Maraldi beschrieben, deren Werke waren zunächst aber weitgehend unbeachtet geblieben.
In der englischen Literatur wird der Begriff Poisson’s spot gleichbedeutend mit Arago’s spot benutzt.

## Experimenteller Aufbau

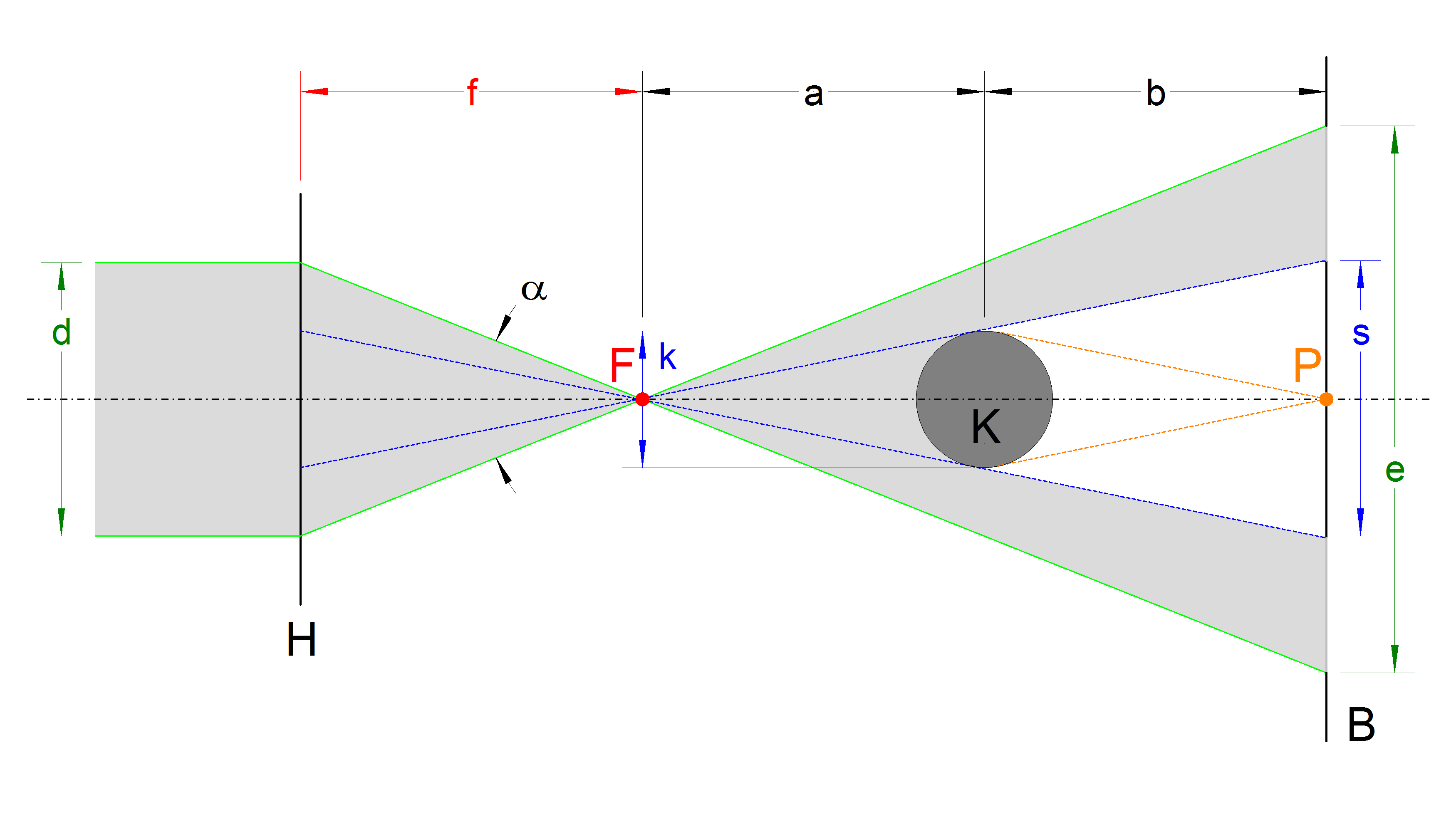
Experimenteller Aufbau zur Erzeugung eines Poisson-Flecks

Der Poisson-Fleck P muss mit einer räumlich (=transversal) kohärenten Lichtquelle erzeugt werden, damit die gebeugten Strahlen konstruktiv interferieren können. Dafür kann zum Beispiel der Strahl eines Lasers mit dem Durchmesser {\displaystyle d} oder der Strahl einer kleinen, mit weißem Licht beleuchteten Lochblende mit dem Durchmesser {\displaystyle d} verwendet werden. Dieser Strahl kann über die Hauptebene H einer Sammellinse mit einer großen Brennweite {\displaystyle f\gg d} aufgeweitet werden, so dass hinter dem Brennpunkt F ein leicht divergenter Strahl mit der Strahldivergenz {\displaystyle \alpha } entsteht:
{\displaystyle \alpha =2\arctan {\frac {d}{2\,f}}\approx {\frac {d}{f}}}
Hinter dem Brennpunkt F kann im Abstand {\displaystyle a} eine undurchsichtige Kugel K mit sehr glatter Oberfläche und dem Durchmesser {\displaystyle k} beleuchtet werden, die auf einen Bildschirm B im Abstand {\displaystyle b} hinter der Kugel projiziert wird. Der Durchmesser des geometrischen Schattens der Kugel auf dem Bildschirm beträgt dann {\displaystyle s} und der Durchmesser des Lichtstrahls {\displaystyle e}. Zwischen diesen Größen bestehen die folgenden Zusammenhänge:
{\displaystyle {\frac {d}{f}}={\frac {e}{a+b}}>{\frac {k}{a}}={\frac {s}{a+b}}}
Daraus folgt:
{\displaystyle a>{\frac {k}{d}}f}
{\displaystyle e={\frac {d}{f}}(a+b)}
{\displaystyle s={\frac {k}{a}}(a+b)}
{\displaystyle b=a\left({\frac {s}{k}}-1\right)>{\frac {k}{d}}f\left({\frac {s}{k}}-1\right)={\frac {f}{d}}(s-k)}
Je größer der Abstand b gewählt wird, desto weniger Beugungsordnungen sind im geometrischen Schatten der Kugel auf dem Bildschirm zu sehen, da die Wegunterschiede zwischen den vom Rand der Kugel emittierten Lichtstrahlen im Schattenbereich zunehmend geringer werden und somit bei der Fresnelbeugung entsprechend weniger Interferenzmaxima und -minima auftreten.

## Beispielbilder

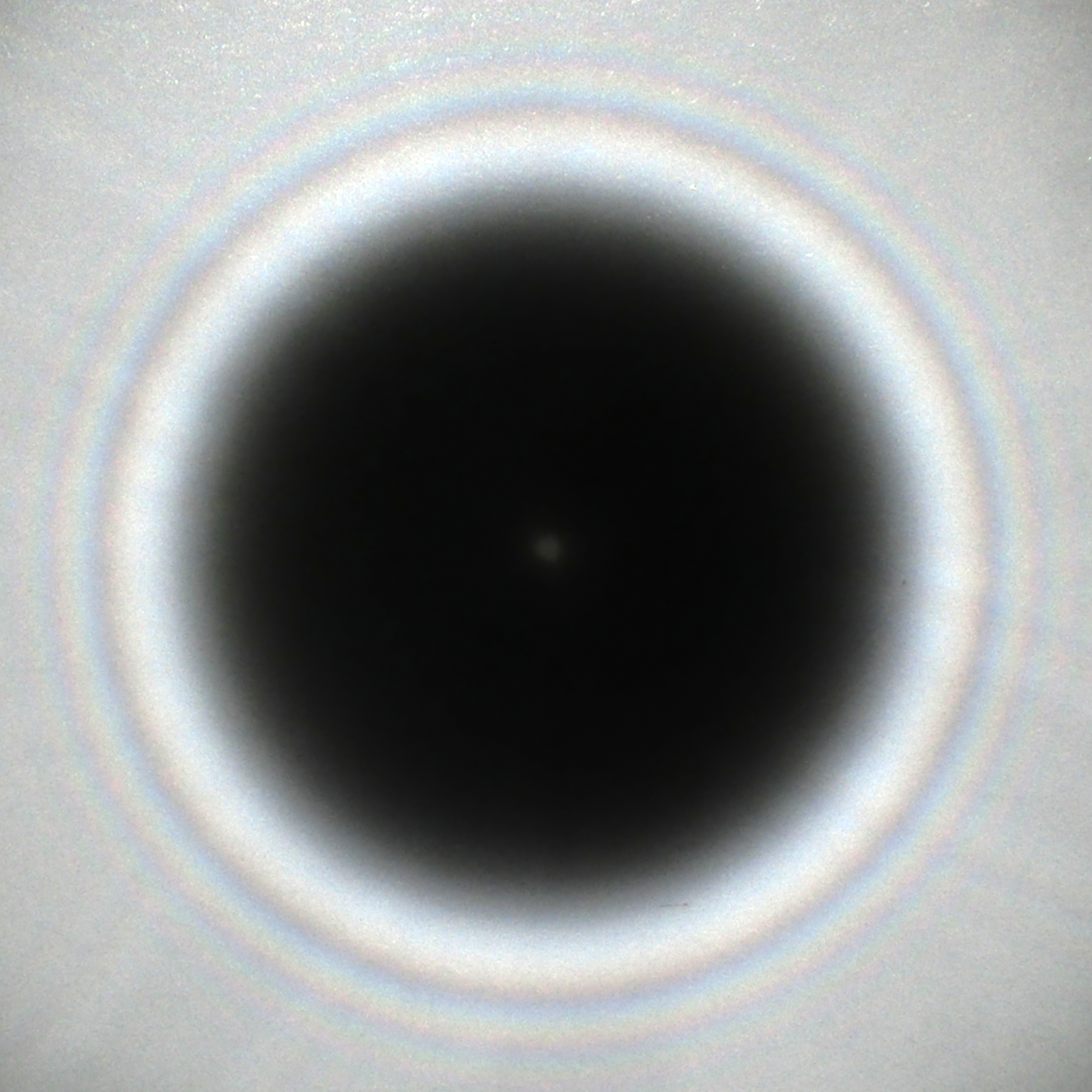
Fotografische Aufnahme des Beugungsmusters mit einem Poisson-Fleck in der Mitte im Schatten eines kreisförmigen Hindernisses mit 5,8 Millimeter Durchmesser in Licht einer ungefähr 0,5 Millimeter großen, ungefähr anderthalb Meter entfernten Lochblende mit Sonnenlicht aus ungefähr 1,8 Metern Entfernung.
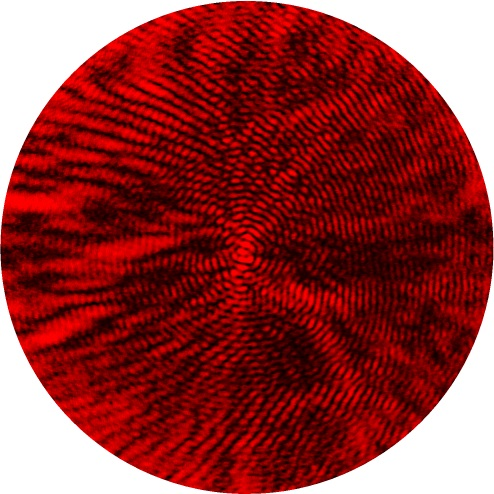
Fotografische Aufnahme des Beugungsmusters im Schatten einer Kugel mit 10 Millimeter Durchmesser in Licht eines Helium-Neon-Lasers mit einem Poisson-Fleck in der Mitte.